# The Lemon Song
«The Lemon Song» es una canción de la banda inglesa de rock Led Zeppelin, lanzada en su álbum de 1969 Led Zeppelin II. El álbum fue grabado en Mystic Studios en Hollywood cuando la banda estaba en su segundo tour de conciertos en Estados Unidos.
The Lemon Song habla sobre una insinuación sexual, y es una de sus interpretaciones con más claras influencias blues. Fue grabado virtualmente en el estudio y no fue usado ningún dispositivo para crear el eco de la voz de Robert Plant.
Otro aspecto notable de esta canción es la compleja interpretación de bajo de John Paul Jones el cual tiene claras influencias de funk, durante algunas entrevistas él dijo que estaba improvisando durante toda la canción, es considerada por algunas personas como una de sus mejores interpretaciones hasta la fecha.
Cabe señalar que en las primeras ediciones de Led Zeppelin II la canción llevaba el título Killing Floor, nombre original para la misma, compuesta por el reconocido guitarrista y cantante de blues Howlin' Wolf. Durante varios conciertos de su gira del '69, fue presentada bajo ese título. A su vez, bajo presión de la prensa para que el álbum saliera a la venta, aparecía dicho título pero con créditos para Wolf. Luego de una demanda legal, el nombre fue cambiado a The Lemon Song y los créditos para el mencionado Wolf. 
Este recurso fue altamente utilizado por Robert Plant en muchas otras canciones de Led Zeppelin, algo que, años más tarde, el mismo confesaría.
- Datos: Q372617